# PHS

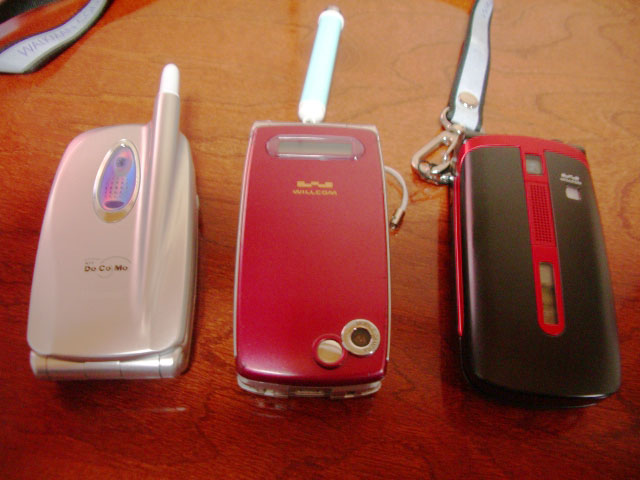
PHSの端末例 ドコモPHS 633S（シャープ）・ウィルコム AH-K3001V（京セラ）・同 WX310SA（三洋電機）

PHS（ピーエイチエス、英: personal handy-phone system）とは、無線通信により、移動した先で長距離間の通信を行うシステム、またその電話機自体や、それによる移動体通信サービスのことを指す。日本発の通信規格である。
パケット通信、カメラ付端末、スライド式キーボードなどは、携帯電話に先行してPHSの端末において実用化された。
PHSは無線機の一種であるため、日本では電波法により規制されている。日本国内で一般に流通しているPHSは、電波法令により規定されている技術基準に適合していることを示すマーク（技適マーク）が刻印されている。
日本では1995年7月1日に東京・北海道地区でサービスが開始され、2023年3月31日にPHSの音声通話・データ通信サービスはすべて終了した。
2006年には全世界で契約件数が1億件となったが、そのほとんどは固定電話網の代替として普及した中国で、のちに中国政府がPHSの電波を携帯電話に割り当てる方針をとったことで日本国外のPHS市場も縮小していった。

## 概要

### 概略
通信手段として、電話機（端末）と基地局との間は有線通信の通信線路（電話線など）を用いずに電波による無線通信を利用する。マルチチャネルアクセス無線技術の一種でもある。
PHSは基本的に、屋外で事業者の基地局に接続し、移動先で電話として利用可能であった。そのほか、企業や家庭の内線でコードレス電話の子機として利用可能である。ただし、子機を親機やシステムに登録する必要がある。前者は公衆PHS、後者は自営PHSと区別された（後述）。
開発当初からデジタル無線方式を採用し、第二世代携帯電話と無線アクセスとの間の中間的な性能を持っていた。開発名称は第二世代デジタルコードレス電話であり、第三者が広帯域受信機で通話の内容を聞くことが難しいデジタル方式とし、企業や家庭では内線コードレス電話の子機として、屋外では簡易な基地局により公衆交換電話網に接続する発想で作られた、日本発の規格であった。

### 概歴
当初は「personal handy phone」の略でPHPと呼ばれたが、松下グループの関連会社であるPHP研究所と紛らわしいことから、1994年4月22日に呼称をPHSに変更すると発表。PHPからPHSに呼称が変更された際に、PHSを「ピーエイチエス」、あるいは簡略化して「フォス」と呼ぶとする発表があった。前者は事業者や報道関係でも広く知られ広まり、後者は定着しなかった。のちに若者、特に女子高生らに「ピッチ」の呼び方が広がり始め、その影響を受けて、1999年以降には移動体通信事業者もコマーシャルメッセージやパンフレットでこの呼称を用いるようになった。
1990年代後半から、中国のほか台湾、タイ、ベトナムなどアジアの中進国各国でも一定の普及を見、世界で2006年10月時点で約1億台とされた。「PHS」ではない現地特有の名称等も定着しており、小霊通、PAS (Personal Access System)、CityPhone などとも呼ばれていた。一部の中進国・発展途上国の電話回線が導入されていない地域では、固定電話の代替としてPHSが住民に普及し、また事業者が無線による固定電話回線（PHS FWA、TDD-TDMAを採用）として導入することもあった。また国際展開と併せて、2003年4月には日本事業者のDDIポケットと台湾やタイとの間でPHS事業者同士の国際ローミングサービスも開始された。
日本では2000年代から2010年代にかけ、アステルやNTTドコモPHSなど、公衆サービスから早々に撤退する事業者が相次ぐ中でDDIポケットは独自の展開を見せ、端末の高度化や高速化、各種定額制の導入など奮闘するも、2012年頃からはスマートフォンやLTEなどの普及に押され徐々に公衆サービスは縮小へと向かった。
2018年3月31日に、全事業者で公衆PHSサービスの新規契約受付を終了した。サービス提供中のY!mobile（ソフトバンク・ウィルコム沖縄）は、法人向けテレメトリング以外の既存契約者へのサービス提供を2020年7月31日に終了する予定であると発表していたが、2020年4月に2019新型コロナウイルスの感染拡大の影響により、携帯電話への切替作業が難しいとする医療関係者に配慮し、終了が2021年1月31日に延期され、そして同日にサービス提供終了した。法人向けテレメトリングのサービスは、2023年3月31日に終了した。
香港では2013年4月にPHSサービスが終了・停波し、2016年5月10日から日本製を含むPHS端末の所持または使用に対しては2年以下の禁錮または5万香港ドル以下の罰金に処される。台湾でも2015年3月にPHSサービスが終了して停波した。中国は「小霊通」サービスが2014年12月31日をもってサービス終了した。
ヨーロッパにおけるPHS相当の移動体通信規格としては、DECTが主流である。DECT規格は「デジタルコードレス電話の新方式」として日本国内にも導入済みで利用可能である。さらに自営用PHSシステムの代替としては2010年代後半からVoLTE/sXGPによるシステムが検討され導入も一部始まっている。
なお、PHS端末に限らず無線機器の利用は各国ごとに無線の帯域や仕様が異なっており、許可制であるため、無線機器を不用意に国外へ持ち出し、または国外から持ち込んで使用すると、その国の法令により、処罰される場合がある。

## 特長
PHSの主な特長を列挙。
- 屋外でPHS事業者の基地局と接続し、移動体通信として利用（公衆モード、後述）。
- 音声の符号化方式として32kbpsのADPCMを採用し、無線条件が良好であれば固定電話並みの音声通話品質を提供。
- 家庭用のデジタルコードレス電話として、親機経由で固定電話に接続。また事業所向けの内線電話として、自営基地局システムを設置して使用。
- いくつかの無線チャネルを束ねて無線アクセスに利用。第3世代移動通信システムと比較して、低速ながらも安価で大容量の通信が可能。
- PHSの国際ローミング。日本国外ではGSMとPHSのデュアルモード通信端末も存在した。
- 端末同士の直接通話（トランシーバー。特定小電力無線の特定小電力10mW型と同等の利用法）が可能。
- 規格に互換性があるため、基本的な音声通話やデータ通信 (PIAFS) は原則、端末を問わずいずれのPHS事業者（公衆モード、後述）にも登録して利用可能。
- 通話需要の少ない地域で公衆交換電話網の代替（PHS WLL/FWA、日本国外）。
- フィーチャーフォン的な多機能化（ケータイ、携帯機器）。

## 技術
日本国内においては、携帯電話と比較した場合、以下の特徴があった。
基地局の送信出力が携帯電話で最大25Wに対し、PHSは公衆用基地局で最小20mW - 最大500mWと小さい。そのため、基地局を多数設置して、利用可能なエリアを確保する方法が取られる。
基地局の出力が小さく、設置コストが安価なことから、地下街や地下鉄の駅構内など、地上と比較して狭い空間へのエリア展開が、1995年のサービス開始当初から実施されている（携帯電話が日本の地下鉄駅構内で利用可能になり始めたのは、2000年頃からである）。
PHSと携帯電話の最大の違いは、一つの基地局がカバーするエリアの広さの違いである。携帯電話は一つの基地局で半径数km以上をカバーしており「マクロセル」と呼ばれていたが、PHSは当初、半径100m以下 - 最大でも500m程度であり「マイクロセル」と呼ばれていた。鉄塔の建設を行うなど、大がかりな携帯電話の基地局に対して、PHSの基地局は、電柱や構内の天井や壁面などに小型の基地局装置を設置するだけであるため工事が容易・低コストである。反面、基地局あたりのカバーエリアが狭いため多数の基地局を設置する必要がある。
このマイクロセル方式により周波数の空間的再利用が可能であり、1基地局あたりのカバーエリアを小さくして、同一周波数の再利用が容易になるため、周波数の利用効率が高い特長を持つ。3G以降の携帯電話でも、都市部の高トラフィックエリアでは、マイクロセル方式を採用している場合がある。この方式により基地局一台あたりのトラフィックは携帯電話に比べ余裕があり、早い時期からパケット定額や音声通話定額などの定額サービスを開始できた。
端末の出力も携帯電話で最大200mW程度に対し、PHSはバースト内平均電力で80mW（送信平均電力は10mW）。よって基地局側に高い利得のアンテナが要求される一方で、端末側の消費電力は抑えられている。これにより、待受け・通信（通話）時ともに電池はより長持ちするとされていた。2000年代以降は、PHS端末の高機能化に伴い消費電力が増加、携帯電話の通信規格改良や電池の大容量化などにより、音声端末における差異は小さくなっていった。
1995年のサービス開始当時において、当初主流の第二世代携帯電話 (PDC) 方式との比較では、音質が良い、データの転送速度が速いとされていた。第三世代携帯電話 (3G) では転送速度の高速化や音質の改良がなされ通信性能面では追い抜いた一方、サービス料金は高額なままであった。そこを突いてトラフィックに余裕があるPHSはパケット通信や音声通話の定額制を先んじて導入した。さらにPHSにおいても高度化PHS、次世代PHS（後述）などによる高速化が図られた。
スタンダードなPHS方式においては、音声の符号化方式には32kbpsのADPCMを使用する。なお、高度化PHSであるウィルコム（当時）のW-OAM方式において、低速だがエラーに強いBPSKによる通話時は、音声符号化方式は13 - 16kADPCMとなっていた。
周波数帯は1.9GHz帯を使用。高度化PHSにおいては1.8GHz帯 (1884.65 - 1893.65MHz) を追加で使用。通話用キャリアは、同帯域内においてFDMである。1つの通話用キャリア上に、複信・多元接続方式としてTDD-TDMAを採用する。1フレームを5msとし、これを625μsのスロット8つに分割する。TDDとして、前半4つのスロットを下り（送信、基地局→端末）、後半4つを上り（受信、端末→基地局）、として独立して使用するため、多重数は4となる。また、8スロットの内2スロットは制御スロットとして使用するため、1つの周波数（1つの通話用キャリア）で同時に使用できるのは3通話となる。1通話スロットあたりのトラフィックチャネル（通話チャネル）のデータレートは32kbpsであるため、64kbpsのデータ通信を行う場合には、送受信スロットを2つずつ束ねて使用する。

### データ通信
PHSを利用したデータ通信に関しては、サービス開始当初は、アナログ電話回線におけるモデムと同様に、PHSの音声通話チャネルに対してモデムによる変復調を適用する、いわゆる「みなし音声」という規格により無線データ通信が行われていた。これは、データをモデムによりアナログ音声に変復調したあと、再度その音声をADPCMにより変復調して伝送するというオーバーヘッドがあり、非効率でおおむね14400bps程度と低速だった。
のちにデータを直接PHSの通信チャネルに対し伝送する方式としてPIAFS仕様が策定された。詳細は同項目を参照。各事業者のPIAFS規格採用状況は、日本国内の全PHS事業者が採用するPIAFS1.0 、NTTドコモが採用するPIAFS2.0、ウィルコムと旧：アステル系事業者の一部が採用するPIAFS2.1、ウィルコムが採用するPIAFS2.2となっていた。
PIAFSは基本的に回線交換方式であり日本国内および国際的にも各PHS事業者で共通事項が多く、互換性も高かった。一方、ウィルコムの「AIR-EDGE」のパケット通信は、W-OAMを含めて独自方式により高速化を図っていた。詳細はAIR-EDGEの項目を参照。なお、AIR-EDGEのパケット通信についてはPIAFS策定事項に含まれていないが、2004年に国際展開を目的として同社がライセンス契約による仕様公開を行った。

### 周波数帯域利用状況
通信チャネルとして1884.65 - 1919.75MHzを使用。制御チャネルは、1915.85 - 1918.55MHzを使用していたが、2012年に1906.25 - 1908.35MHzへずらされた。
通信チャネルを旧3グループで共有していたため、携帯電話とは事情が異なりアステル・ドコモ撤退によるウィルコム（現：ソフトバンク）への周波数の追加割り当てなどは発生していない。高度化PHS用帯域（W-OAM向け）も名目上は各社共有である。
この周波数帯は公衆PHSサービス終了後（前述）も、日本版DECT、sXGPなどで利用される予定である。
| 周波数 (MHz)      | 日本                                                                                |
| ----------------- | ----------------------------------------------------------------------------------- |
| 1884.65 - 1893.65 | W-OAM（高度化PHS）：ソフトバンク・ウィルコム沖縄                                    |
| 1893.65 - 1906.25 | PHS:ソフトバンク・ウィルコム沖縄 第2世代デジタルコードレス電話（自営PHS・DECTなど） |
| 1906.25 - 1915.55 | PHS:ソフトバンク・ウィルコム沖縄                                                    |

### 利用者端末
電話機は携帯電話と異なり、次の3つの基本動作モードがある。通常PHSという場合は「公衆モード」を指す。なお、2003年頃以降発売された端末では「自営モード」「トランシーバーモード」の動作モードの一部または全部を持たないものが主流になっていた。
- 公衆モード：PHS事業者の基地局と接続するモード。
- 自営モード：コードレス電話の子機として使用するモード。企業における内線電話システムとして多数の自営基地局を設置して使用する場合が多い。
  - NTTパーソナルプロトコル
  - アステル松下プロトコル
  - α-PHS
  - 自営第2版
  - 自営第3版
  - 家庭第2版
- トランシーバーモード：予め登録された2台の電話機同士で、公衆基地局やコードレス親機を経由せずに直接通話ができるもの。いわゆるトランシーバーのように送話と受話を交互に行う単信方式ではなく、通常の電話と同じく、同時に送受話できる（複信方式）。なお、トランシーバーモードの方式には、共通のコードレス親機に登録が必要なものと、不要なものがある。登録不要の方式はグループモードと呼ばれ、トランシーバー通話のほかに、電話帳転送なども可能である。

端末によっては、上記3モードのうちの一部または全部を同時に（モード切替をせずに）待ち受けできる物もある。
PHSは規格に互換性があるため、たとえばA事業者用のPHS端末をB事業者の公衆PHSサービスに登録して利用するといったことも原則は可能であった。ただし、この場合は基本的な音声通話やデータ通信 (PIAFS) などにサービスが限定され、事業者独自や仕様の異なるサービス（インターネット接続サービスや高速ハンドオーバーなど）などの機能は有効にならないのが通例であった。自営モードは自営規格が適合すれば、端末・自営基地局のメーカーに関わらず接続利用可能である。
屋内で電波が微弱となった場合に、中継用の簡易型基地局（いわゆるホームアンテナなど）を窓際などに設置して利用することもあった。中継用基地局は、端末からの無線接続を受け入れると同時に、公衆用基地局に対して無線接続を行い、電波の中継（再生中継方式）を行う。このうち、端末からの無線接続を公衆モードで行うものと、自営モードで行うものに分かれる。前者は中継用基地局の設置者以外の端末から利用される場合もあった。
初期のものを除きPHS端末は携帯電話端末と同様に、着信の際、発信者が非通知設定・通知不可能・公衆電話発信の回線などでなければ、ディスプレイに発信者番号が表示された（固定電話のナンバーディスプレイと同等の機能）。端末の電話帳機能に登録している番号に合致した場合は、登録した名前も表示できた。
日本では、i-mode端末など携帯電話端末の多機能化と前後する形で、2001年ごろからPHS端末も多機能化した。もっとも、携帯型移動体通信端末におけるテキストメッセージング (SMS) の先駆けは、1996年11月20日に開始のPHSのPメールサービス（旧：DDIポケット）であった。
インターネットに接続して電子メールや、ウェブが利用可能な端末も相次いで発売された（H"LINK、mopera、ドットi、CLUB AIR-EDGE など）。
カメラ付き携帯電話の普及に少し遅れる形で、普及層向けカメラ付きPHS端末（携帯電話と同様に端末にカメラを内蔵し静止画撮影が可能なもの）が発売された。動画撮影やテレビ電話に対応した機種は、スマートフォン時代到来以前のいわゆるフィーチャーフォン時代において、普及層向けPHSでは限定的であった。もっとも、世界で初めて市販されたカメラ付き携帯電話・PHSの先駆けは、1999年7月発売の京セラ製VisualPhone VP-210（旧：DDIポケット）であった。
PHSのマイクロセルの特徴を生かして、GPS等を利用せず基地局からの方位測定によりある程度の精度の位置情報を取得するサービスがサービス開始当初から構想され、実現されていた。これも移動体通信端末では先駆けであった。
2005年以降はスマートフォンに特化したPHS端末（スマートフォン端末にPHS通信機能を内蔵させたもの）が発売された。詳細はスマートフォンを参照。

### 事業者ネットワーク

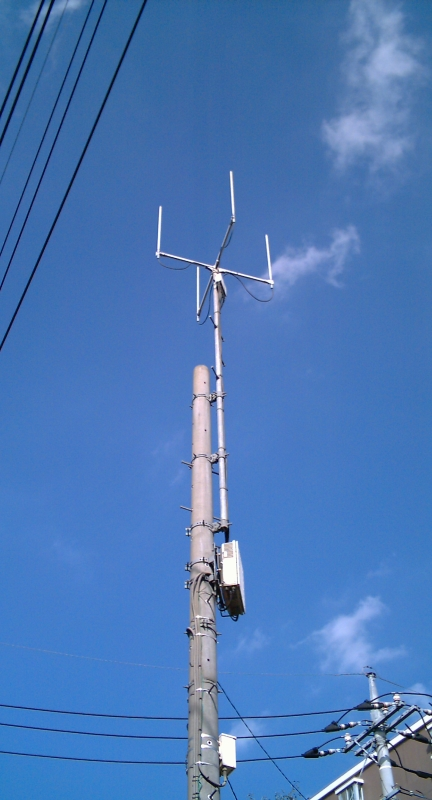
ウィルコムの基地局
3.5G迄の携帯電話基地局と比べて非常に小型なのが特徴。一方でPHSの基地局としては大型の部類。画像のクロスした垂直四本アンテナ（十字架アンテナ）は標準局として、また倍増し八本アンテナは混雑地域局とすみ分けされていた。

公衆モードのネットワークの基盤は、日本国内はNTT東日本・NTT西日本のISDNを基盤にしている活用型（依存型）事業者と、独自に構築した接続型（独自型）事業者の2つがあった。アステル北海道・東北・北陸・中部・四国が接続型で、その他の事業者は全て活用型であった。旧：アステル関西・中国各地方の音声サービスは上述のように活用型だったが、定額制PHSデータ通信サービス「eo64エア」・「MEGA EGG 64」はいずれも接続型であった。
活用型PHSはNTT地域会社のD70加入者電話交換機にPHS接続装置 (PSM：PHS-interface Subscriber Module) を接続し、PSMと基地局 (CS) の間の通信にISDN回線が使用される。乱暴な言い方をすれば、既存のISDN網の末端にPSMやCSなどの設備を取り付けてシステムを構築したものである。自前のネットワークを構築するよりも短期間でサービスエリアを広げることが可能で初期の投資も抑えることができるが、回線やPSMの使用料が事業者に毎月発生する。その後全国的にNTTの統合型ノードシステム (MHN-S) へのPSM機能の統合がなされ、PSMの廃棄費用と引き替えにPSM使用料はなくなった。
活用型PHSは、システムがデジタル電話交換機に完全に依存しているため、公衆交換電話網自体のInternet Protocolを利用したNGNへの更改に伴い、活用型PHS事業者はPHSサービスの提供に重要な影響を及ぼす予定である。
接続型PHSは活用型PHSとは異なり、ISDN網ではなく地域系通信事業者の網を経由してNTT地域会社の市外系交換機 (IC) または加入者交換機 (GC) に接続する。NTTのネットワークを利用する部分が少なくて済み、PSMも不要である。NTTへの依存コストはない分、自前のネットワークの構築・維持コストがかかる。他の通信事業者とのローミングの整備も必要となる。
2000年代後半から2010年代初頭の動向として、市中の末端ネットワークを光回線とし、低コスト、高スループットを実現するもの（eo64エア、W-OAM typeG）や、基本は活用型でありながら、電話局間の幹線網をVoIPでバイパスし、コスト削減・高スループットを実現するもの（ウィルコム）も出た。

### PHSの改良規格

#### 高度化PHS
高度化PHSは、現行PHS規格の改良型で、高速無線アクセスシステム的性能を持つ。

#### 次世代PHSほか
「次世代PHS」 (XGP：neXt Generation PHS) は「高度化PHS」とは別に、PHSのマイクロセル・自律分散などコンセプトを引き継ぎつつ、新たに構想、策定された規格である。従来のPHSとの互換性は全くない。略称「XGP」の正式名称が、neXt Generation PHSからeXtended Global Platformに改められた経緯もあった。旧：ウィルコムが主導し2009年4月27日に東京の一部エリア、同年10月1日に正式サービス開始、以降それをWireless City Planning (WCP) が継承したが、2012年1月31日にサービス終了。
さらに、WCPは、XGPの固定資産を活用して2011年11月1日にAXGPサービスを新たに開始。これも従来PHSおよび次世代PHS (XGP) との互換性は全くない。同年2月24日、グループ企業のソフトバンクモバイルがWCPのAXGPサービスをSoftBank 4GとしてMVNO提供開始。

#### ターボPHS
日本国外ではデータ通信より通話がメインの利用者が多いため、日本とは方向性の違う高度化PHS規格である「ターボPHS」が提案され検討された。主な変更点として新制御チャンネルの設定、SMSの容量拡大、音声コーデックにAMRを追加、端末出力の高出力化などがあげられる（全てサービス終了）。

### 制御チャネル移行およびIMT-2000側のガードバンド
高度化PHSに関する2001年6月25日の総務省情報通信審議会の答申においては同時に、従来のPHS帯とIMT-2000帯域（日本における第三世代携帯電話用の帯域、2.0GHz帯）との干渉問題の解決のためPHSの公衆用共通制御キャリア（BCCH、単に制御チャネルとも呼ばれる）を低い周波数の方にずらす対策を取ることも示された。
なおIMT-2000側は、PHS帯と隣接するIMT-2000帯内の5MHz分がガードバンドとされ、相互の干渉抑止のため使用不可とされた。この部分はKDDI (au) 帯域だったが、IMT-2000・2.0GHz帯参加2社（NTTドコモ・ソフトバンク）も当初は、公平を期するため同様に各社の5MHz分とも使用不可とされた。後にこれら2社のガードバンド帯域は外されている。前述のPHSの制御チャネル移行後に、KDDI (au) 分の5MHzの帯域が使用可能となった。
具体的には、現行の公衆制御キャリア1915.85 - 1918.55MHzが、移行後は1906.25 - 1908.35MHzとなり、1915.85 - 1919.75MHzは移行期限後に使用できなくなった。移行期限は2012年5月31日。期限後は、制御キャリア移行に対応していない古いPHS端末は公衆モード端末としては使用できなくなった。旧：アステルグループ、ドコモPHSの端末はガードバンド移行非対応のため公衆モードにする事はできない（電波法違反となる）。
なお、制御キャリア移行対応が必要となるのは、移行期限後も存続する計画がある事業者の基地局および端末に限られた。2011年時点でPHS事業を行なっていた事業者は、以下の対応を取った。
ウィルコム・ウィルコム沖縄
移行は2012年3月1日から5月25日に行われ、制御キャリアの移行に対応しない機種（主に、2003年以前の機種など、ウィルコムブランドで発売されなかった端末が中心）については、アップデート対応や代替サービスのないケースを除き、巻き取りが実施され、その上で対応出来ない端末を継続使用した場合は2012年4月30日をもってサービス終了。
ケイ・オプティコム（eo64エア）
移行期限以前の2011年9月30日をもってサービスが終了したため、移行対応なし。

## 日本におけるPHS
日本では、電気通信役務の区分など法令上や公的な資料・統計では、PHSは携帯電話と明確に区別されている。一方で両者は公衆サービス上、相違点よりも類似点の方が大きいため、本項目のほか日本における携帯電話の項目も併せて参照のこと。
法令上の呼称は当初は、本来の用途からすると不適切な「簡易型携帯電話」だったが、1998年11月に、郵政省（当時）により「PHS」に改められた。ただし、一部のマスメディアや電話会社の契約約款などの文面では、依然として「簡易型携帯電話」が使われていた。例としてNTT東日本・電話サービス契約約款における当社が別に定める内容（別紙1）内に、「簡易型携帯電話に係るもの」と記載がある。
電話端末は当初より長らくストレートタイプが多かったが、2000年以降は携帯電話のように、大画面化に有利な折りたたみ式が主流となっていた。
日本の法令では、携帯電話と同様に1999年11月から自動車・オートバイを運転中の使用が禁止され、2004年11月から交通反則通告制度により反則金の罰則対象となり、運転者は停車中を除いては通話したり、電話機の表示画面を見てはならない。ただしハンズフリー通話などは対象外である。運転中に通話やボタン操作などを行うことは非常に危険である。2019年12月1日、ながら運転の防止を視野に運転中にPHSを使用した場合の罰則がさらに強化された。なお自転車でも同様の規制があり、例として東京都では公安委員会遵守事項違反により5万円以下の罰金となる。
2005年5月に、携帯電話不正利用防止法の施行により、携帯電話とPHSに関し、契約者の本人性確認の義務付けや、不正な譲渡の禁止などが行われた。
PHS端末は使用済小型電子機器等の再資源化の促進に関する法律（小型家電リサイクル法）の対象品目とされている。

### 電話サービスの内容
サービス上の料金制度として、月額基本料に無料通話分を含んだ、通話の状況に合わせたパック料金があった。料金前払いのプリペイド式PHSとして過去に「プチペイド」が存在した。
特殊簡易公衆電話（いわゆるピンク電話）、および新幹線公衆電話（回線が自動車公衆電話に切り替わる秋田・山形新幹線を除く）からPHSに発信はできなかった。また、電報・コレクトコール・ダイヤルQ2・ナビダイヤル・テレドーム等は利用不可。また、フリーダイヤル等は掛ける先（着信）側でPHSを受け付ける契約がされていないと掛けられなかった。
留守番電話・転送電話機能を備えたサービス・端末が一般的であった。キャッチホン機能は提供されないことが多かった。
PHS事業者のソフトバンク（旧：ワイモバイル←ウィルコム←DDIポケット）は、音声通話定額制サービスを提供していた。詳細は音声通話定額制を参照。

### 事業者の変遷

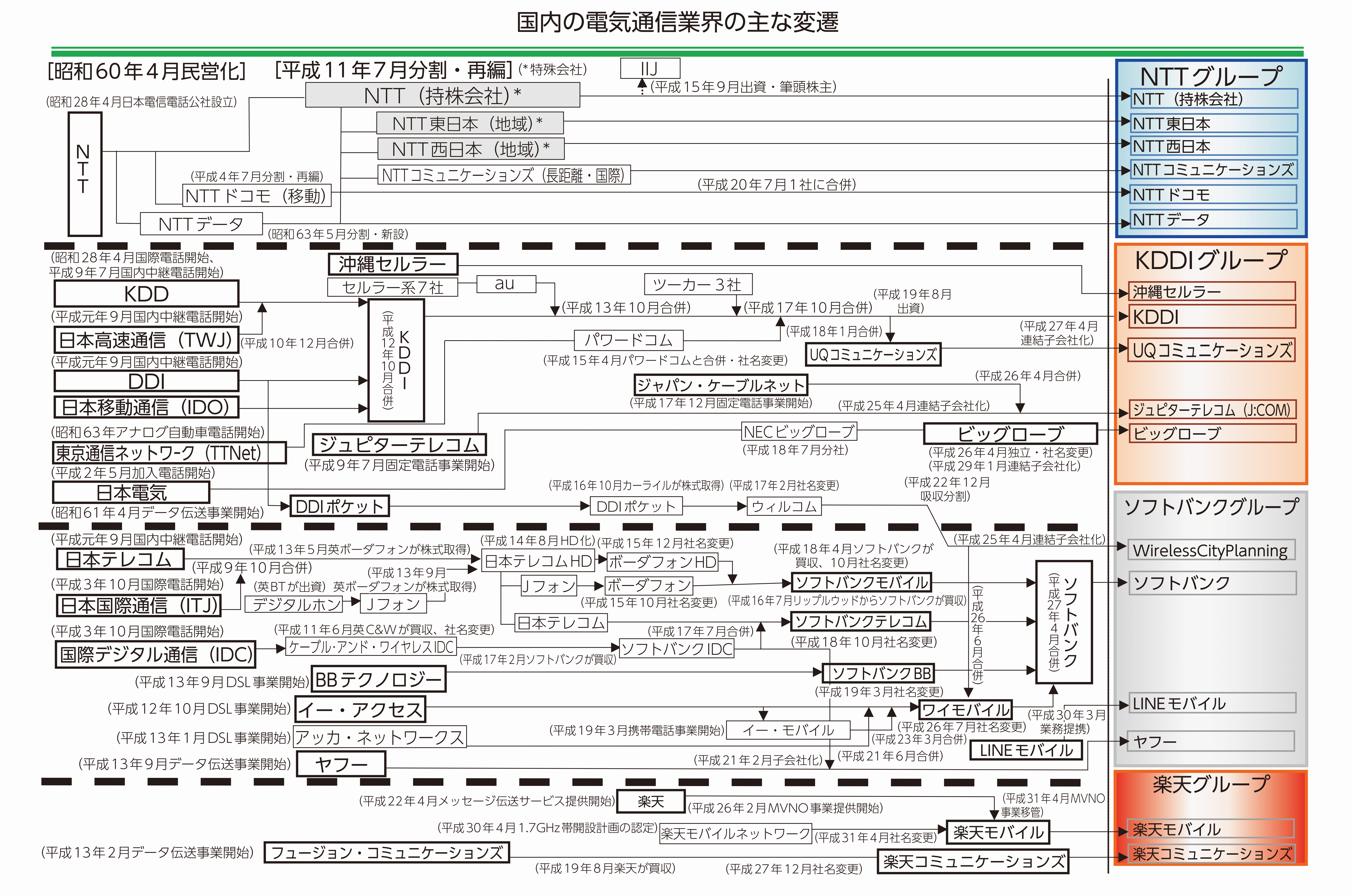
日本国内の電気通信業界の主な変遷（2019年4月現在）

日本では当初、PHSや携帯電話の事業者は、地域ごとに別の会社でなければならなかった。NTTパーソナル・アステル・DDIポケットの3グループともそうであった。
DDIポケット（当時）では発足当初から北海道・東北・北陸・東京（関東・中央）・東海・関西・中国・四国・九州と会社が分かれていたが、後に地域会社の規制が廃止され、2000年にDDIポケットは地域会社を全国統合した。のちに、アステル沖縄の契約利用者受け皿として沖縄地域会社を再分割し、沖縄の地域事業者はウィルコム沖縄とした。これは沖縄を除いた全国事業者としてのウィルコム発足に先立つものだった。
やがてウィルコムは会社更生法の適用によりソフトバンク主導下での経営再建を経て、イー・アクセスと経営統合しワイモバイルに改称。さらにY!mobileのブランドを残しつつソフトバンクモバイルに吸収合併された。ウィルコム沖縄はそのまま存続したが、それぞれPHS事業を段階的に縮小し、2018年3月31日に新規契約受付を終了、2020年7月31日で法人向けテレメトリング以外のサービス提供を終了する予定を発表した。しかし2020年4月、新型コロナウイルスの感染拡大の影響を受けて終了時期を2021年1月31日に延期、同日にサービス終了した。また、法人向けテレメトリングのサービスは2023年3月31日に終了した。
- NTTドコモグループ（ドコモPHS）：2008年1月7日にサービス終了[25]。
  - 1998年12月1日 - NTTパーソナル通信網グループ各社が、NTTドコモグループ9社（当時）に営業譲渡。
- アステルグループ：2004年12月1日に全国ローミングサービス終了、2006年12月20日にアステル東北がサービス終了した時点で完全消滅。
  - アステル九州（アステル九州→九州通信ネットワーク）
  - アステル北海道（アステル北海道→北海道総合通信網）
  - アステル北陸（アステル北陸→北陸通信ネットワーク）
  - アステル関西（アステル関西→ケイ・オプティコム）
  - アステル中国（アステル中国→中国情報システムサービス→エネルギア・コミュニケーションズ）
  - アステル沖縄（ウィルコム沖縄に事業譲渡）
  - アステル四国（アステル四国→四国情報通信ネットワーク→STNet）
  - アステル中部（アステル中部→中部テレコミュニケーション）
  - アステル東京（アステル東京→東京通信ネットワーク→YOZAN）
  - アステル東北（アステル東北→東北インテリジェント通信）

なお、単なる社名変更や地域統合、法人格の変動に止まるものは上記では扱わない。

### 日本における歴史
- 1993年 - 札幌と東京で実証実験開始。
- 1995年 - NTTパーソナル（現：NTTドコモ）、DDIポケット（現：ソフトバンク Y!mobileブランド）（共に7月1日）、アステル（10月1日）各グループが本サービス事業を開始。
- 1997年4月1日 - PHS各事業者、PHSによる32Kbpsデータ通信サービスを開始。
- 1998年12月1日 - NTTパーソナル、NTTドコモに営業譲渡。
- 1999年1月1日2時 - 携帯電話とともに電話番号11桁化（050-XXX→070-5XXX・060-XXX→070-6XXXへ変更）。
- 1999年 - 2000年 - 沖縄を除くアステル各社が清算され、電力系子会社への事業譲渡が行われる。
- 2000年 - アステル、初のオープンインターネットサービス、ドットiのサービス開始。32kbpsによるモバイルデータ通信定額制も一部地方で、次のAIR-EDGE (AirH") に先行して開始。
- 2001年 - DDIポケット、定額制モバイルデータ通信サービス「AirH"」開始。同回線のMVNOも提供も開始 (日本通信のb-mobile)
- 2002年 - 東京電話アステルが東京通信ネットワークから通信ベンチャーの鷹山（現：YOZAN）に事業譲渡（ブランドもアステル東京に戻る）。アステル九州が新規受付終了、アステルグループの一角の崩壊が始まる。
- 2003年
  - アステル九州が事業を停止。
  - 4月 - DDIポケットと台湾のPHS事業者「大衆電信」 (FITEL) との間で相互ローミングサービスが開始。後に、タイの「Asia Wireless Communication」 (true) や、ベトナムの「Hanoi Telecommunications」 (VNPT) [注 10]との間でも開始。
- 2004年 - アステル北海道・北陸、関西・中国（後2者は音声のみ）が事業を停止。全国ローミングも停止し、アステルグループはこの時点で事実上崩壊。DDIポケット、新会社へ移行されKDDIグループから離脱。
- 2005年
  - 1月25日 - アステル沖縄、ウィルコム沖縄へ事業譲渡。
  - 2月2日 - DDIポケットはウィルコムへ社名変更。AirH"もAIR-EDGEへ名称変更。
  - 2月28日 - NTTドコモ、ドコモPHS事業の将来的なサービス停止、及び2005年4月30日に新規受付を終了することを正式発表。
  - 4月20日 - 鷹山（アステル東京）、新規受付を終了
  - 5月1日 - ウィルコム・ウィルコム沖縄、音声通話定額制サービス「ウィルコム定額プラン」を開始。
  - 5月26日 - アステル四国が事業を停止。
  - 5月27日 - アステル中部が事業を停止。
  - 7月28日 - アステル東北が新規受付終了。アステルグループの音声PHSサービスは新規受付が全て終了となる。
  - 10月27日 - J:COMが2006年3月1日からウィルコムと提携して、MVNOとしてPHS事業に参入すると発表。
  - 11月30日 - アステル東京が音声サービスを停止。
- 2006年
  - 1月31日 - NTTドコモが2007年秋頃にPHSサービス終了予定と発表。
  - 2月23日 - ウィルコム・ウィルコム沖縄、高度化PHS「W-OAM」を開始。
  - 6月30日 - アステル東京がテレメトリングサービス・児童見守りサービスを停止。これにより、アステル東京の事業は停止となった。
  - 12月20日 - アステル東北が事業を停止。アステルグループの音声PHSサービスは全て終了となる。
- 2007年
  - 2月28日 - エネルギア・コミュニケーションズがPHSデータ通信サービス「MEGA EGG 64」のサービス新規受付を終了。
  - 9月30日 - エネルギア・コミュニケーションズがPHSデータ通信サービス「MEGA EGG 64」のサービスを終了。
- 2008年
  - 1月7日 - NTTドコモPHSがサービスを終了[25]。
  - 4月 - NTTコミュニケーションズが、ウィルコム回線を使い、NTTコミュニケーションズや無料通話先プロバイダの050IP電話を通話相手とした音声通話定額制のモバイルIP電話「.Phoneユビキタス」を法人向けに開始した。
- 2010年
  - 2月18日 - ウィルコムが会社更生手続開始の申立を決議。東京地方裁判所に会社更生法適用申立を行う。直ちに同裁判所より保全処分、監督命令兼調査命令等の諸命令の発令を受けた。
  - 8月31日 - ケイ・オプティコムがPHSデータ通信サービス「eo64エア」のサービス新規受付を終了。
  - 12月1日 - 会社更生手続に基づき、ウィルコムがソフトバンク傘下の事業者としての事業を開始。
- 2011年9月30日 - ケイ・オプティコムがPHSデータ通信サービス「eo64エア」のサービスを停波。
- 2012年
  - 3月1日 - 新制御チャネル発射開始。一部機種は引き続き使用するためにバージョンアップが必須となる。
  - 4月30日 - 新制御チャネルに対応していない端末は使用終了となる。
  - 5月25日 - 旧制御チャネルの停波により制御チャネル移行完了。
- 2013年11月1日 - NTTコミュニケーションズ、ソフトバンクテレコムおよびフュージョン・コミュニケーションズが、NTT東西加入電話からPHSあての選択中継制による中継電話を開始。詳細はマイライン#マイライン参加企業と事業者識別番号を参照。
- 2014年
  - 6月1日 - ウィルコムがイー・アクセスに吸収合併され解散、イー・アクセスが存続会社としてPHS事業を継承。
  - 8月1日 - 7月1日にイー・アクセスがワイモバイル株式会社に社名を変更した上で、同日ウィルコムPHS事業のブランド名を「Y!mobile」（ワイモバイル）に変更した。
  - 10月1日 - PHSも番号ポータビリティの対象になり、PHSから携帯電話に番号ポートアウト可能となった。ただし、他社携帯電話からY!mobileのPHSへと番号ポートインする場合には、SMSに対応したPHS端末に限定される（2014年10月時点で4機種[注 11]）。
- 2015年
  - 4月1日 - ワイモバイルおよび他2社[注 12]がソフトバンクモバイルに吸収合併され解散、ソフトバンクモバイルが存続会社として「Y!mobile」ブランドのPHS事業を継承。
  - 7月1日 - ソフトバンクモバイルがソフトバンクに商号変更。
- 2018年3月31日 - ソフトバンク・ウィルコム沖縄がPHSの新規契約受付を終了[26][6]。
- 2021年1月31日 - ソフトバンク・ウィルコム沖縄が法人向けテレメトリングを除くPHSサービスを終了[8]。新型コロナウイルスの感染拡大の影響により、当初予定の2020年7月31日から延期していた[7][3][6]。
- 2023年3月31日 - ソフトバンクが法人向けテレメトリングを含む全PHSサービスを終了[3]。これをもって名実共に完全停波となった。

#### 概略
当初は携帯電話よりも料金が安価な簡易型携帯電話と言う位置付けでサービス販売がされた。
Pメールサービスが日本国内でのSMSの先駆けとして1996年11月20日に開始。ポケベルの代替として、また絵文字が使えることもあり、通称「ピッチ」として女子高生を中心に一時ヒットした。
それ以降、サービスと料金の面で携帯電話との競争が激化し、PHS側でも弱点だった切れやすい音声通話の改良や、データ通信への特化等が、営業施策として行われる。携帯電話も対抗としてメールサービス等の強化、料金の低廉化が図られた。その中でサービス改善が難しく単に安価な簡易型携帯電話と言うモデルから抜け出せなかったドコモPHS（旧：NTTパーソナルグループ）とアステルグループが相次いでPHSから全面的にまたは一部撤退する。
各社はデータ通信への特化等の営業施策として、通話機能のない通信カード型PHS端末の提供、当時は日本国内初の128kbpsでの通信や、モバイルデータ通信定額制などの提供を実施。これにより、後年にWi-FiスポットやモバイルWiMAX等の無線アクセス手段が普及するまでの期間、ノートパソコンやPDAに接続して行うモバイル利用を普及、促進させた。
さらに、当時日本国内初の音声通話定額制を開始。通話・通信性能も高度化PHS（ウィルコムのW-OAM）として改善が図られる。普段は携帯電話を利用し、特定の相手との長電話などにPHSを用いる「2台目」の需要を喚起し、音声端末の契約数も復調する。
これに対し携帯電話事業者も3Gの導入以降に追随して、部分的または完全定額制の料金プランなどを開始した。データ通信分野においても、Wi-FiスポットやモバイルWiMAX等の無線アクセス手段の普及、携帯電話自体のデータ通信の高速化や一部の定額プランの導入によってPHSの利点は徐々に失われた。
さらに後年になるとスマートフォンおよびLTE等の3.9G/4G携帯電話が普及。高度化PHSでも実効速度256kbps前後であり、固定・モバイルの両ブロードバンドの普及と併せデータ通信の分野でも市場を喪失。通信性能面で2G - 2.5Gの範疇に留まったため、スマートフォンでのSkypeやLINEなどのインターネット電話の普及も併せ、PHSはこれに対応できず、主要な通信手段の座から外れ、以降はミニサイズ端末やPHS併載端末などニッチな市場に留まった。
2018年3月31日をもって全事業者で公衆PHSサービスの新規契約受付を終了した。法人向けテレメトリング以外の、既存契約者へのサービス提供を2020年7月31日で終了予定と発表したが、2020年4月に2019新型コロナウイルスの感染拡大の影響により、携帯電話への切替作業が難しいとする医療関係者に配慮し、終了時期を2021年1月31日に延期し、同日、サービス提供終了した。
2023年3月31日をもってソフトバンクが法人向けテレメトリングを含む全PHSサービスを終了した。

#### 創業期
PHSが開始された当初の売りは、携帯電話が使えない地下鉄駅や地下街でも使え、基本料金や通話料金が安いと言う点であった。
1994年に、携帯電話にデジタルホン（現：ソフトバンク）とツーカー（現：KDDI）が新規参入し、携帯電話間で激しいシェア争いや価格競争が始まったものの、まだ高額だったのに対して、PHSは本体価格・基本料金・市内通話料金が携帯電話に比べて格段に安いことから、初年度の1995年度に総計で150万台に達した。
その後、通話エリアの拡大や本体機能の充実、本体及び新規手数料を無料とした契約促進キャンペーンや販促用景品やクイズなどの賞品への利用なども頻繁に使われたためにPHS加入者は急激に増加し、1996年末に総計600万台を突破する。
当時は携帯電話よりも端末費用と通信費用が安価であったため1990年代後半から2000年代初頭まで、日本国内の中学・高校生からの需要を喚起した。一部のユーザーではポケベルとPHSを併用し、PHSを使ってポケベルにメッセージを送信するという使い方もされた。
利用者から見ると、PHSは料金が安いが、田舎や山間部で利用できない、通話が途切れやすい、高速移動時に通話できない、などが携帯電話との当初の違いであった。PHSの黎明期は、料金の安さから特に首都圏でポケベルからPHSに移行する者も見られ、急速に契約数を伸ばした。

#### 携帯電話との競争激化
しかしサービス開始当時は、同じく価格競争による値下げで普及率が上昇していた携帯電話との相互通話が不可能な問題を抱えていたほかに、携帯電話に比べて利用可能なエリアが狭い、通話が途中で切れ易い問題が生じていた。
当初、基地局の設置が急速な契約者数の増大になかなか追いつかず、都市部では繋がるが郊外や地方に行くと繋がらないと言うような地域格差が広がった。都市部であっても、基地局からの電波が届かない場所に移動すると通話が途切れる現象が多発した。これは一部事業者の20mWの小出力基地局が災いしていた面もある。また各事業者で通話エリアの面的拡大が、エリア面内での通話可能エリア高密度化よりも優先されていたこともある。さらにある基地局から他の基地局へと通信を切り替えるハンドオーバー処理の改良が遅れ、これらの通話品質が改善されるまでにかなりの期間を要した。
携帯電話との接続もようやく1996年10月に、接続センターを介する暫定接続の形でPHS・携帯電話間の相互通話が可能になったが、接続センターを介するため、特殊なダイヤル操作が必要で、料金が5.5秒10円プラス1通話あたり20円と高額だった。
料金の安さや手頃感から契約増加が見込まれたものの、1997年始めから携帯電話の本体価格や料金の値下げが急激に進んでPHSとの価格差が縮まり、携帯電話にショートメッセージサービス機能が搭載されPHSの優位性は薄れた。しかも当時通話エリアの広さで携帯電話と勝負にならなかったPHSは、解約が相次いだ。結果、PHSの契約数は1997年9月の総計約710万台をピークに以降は減少に転じた。
一方、病院など医療現場の出力の大きな携帯電話の電波が使えない場所では、医療用PHSが使われている。かつて医療用ポケベルが使われたが2010年代まではPHSが主流である。医療用は出力160mW（平均出力20mW）以下に限られ、内線専用（自営型PHS）のものが主流である。

#### 音声通話の改良
各事業者はこれらの問題点への対応策として、1998年のPHS・携帯電話間の直接接続の開始による通話料金の値下げ、基地局の大幅な増設（各事業者とも1 - 2年間で基地局を2 - 3倍に増加）による通話エリアの拡大と高密度化、ハンドオーバー処理の改良などを相次いで実施。当時の携帯電話より通話音質が良かった点などをアピールして対抗したものの功を奏せず、契約者数の減少傾向に歯止めは掛からなかった。
結果、PHS各社は黒字転換ができず、旧：NTTパーソナルグループはNTTドコモへの事業譲渡、DDIポケットは親会社のDDIセルラーグループ（現：au、KDDI・沖縄セルラー電話）による財務支援を受け、アステル各社は出資元の電力系通信事業者へ吸収されるなどの救済策がとられた。
PHSによる当時世界初の移動体電話によるテレビ電話や、文字電話と言う手書き文字による通信端末など、意欲的な試みもなされたが、いずれも普及しなかった。

#### データ通信への特化
音声端末低迷への抜本的な打開策として、高速な通信速度を生かしたデータ通信を前面に打ち出し、携帯電話（第2世代PDC式）との差別化を図る方針に切り替えた。
1997年4月、各社がPIAFS回線交換方式により、最大通信速度（理論値）32Kbps（実効理論値29.2Kbps）で開始。続いてその後、各社とも64Kbps（PIAFS、実効理論値58.4Kbps）サービスを開始した。
2000年に入り、定額制モバイルデータ通信サービスとして、旧：アステルグループの各サービス（北海道「定額ダイヤルアップ接続サービス」、北陸・四国「ねっとホーダイ」、東北「おトーク・どっと・ネット」、関西「eo64エア」、中国「MEGA EGG 64」）、DDIポケットの「Air H"（現：AIR-EDGE）」やNTTドコモの「@FreeD」、などのサービスが各事業者により開始され、モバイル通信分野で利用が増加した。音声端末単体でもインターネット接続可能な端末が、アステルのドットiを皮切りにして、NTTドコモの「ブラウザホン」、DDIポケットの「Air H" フォン（現：AIR-EDGE PHONE）」などの登場を見た。
DDIポケットは、他社へのPHS網の再販事業（仮想移動体通信事業者=MVNO）に乗り出し、日本通信など他社にデータ通信用として自社PHS網を再販した。
それでもなお、音声通話ユーザによる解約を主としたPHS全体契約数の減少には太刀打ちできず、2004年中に契約総数500万台を割ることとなった。

#### その後の動向
2000年代前半は低迷が目立ったが、以前からのPIAFSやAIR-EDGEなどの強みであるデータ通信分野を活かし、公衆無線LANと比べて市中の広いエリアで利用できること、また日本国外でも幾つかの国で「ラストワンマイルを繋ぐ手頃な無線技術」としての強みが注目されることになった。
基地局からの通話可能範囲が狭いことを逆手に取って、GPS等を使用せず、端末所持者の高精度な現在位置を確認できるようにした、NTTドコモの「いまどこサービス」、ウィルコム（旧：DDIポケット、現：ソフトバンクのY!mobile）の「位置情報サービス」といった「位置情報確認サービス」の提供や、安価で高速なデータ通信を利用して自動販売機などの販売機器や監視システムを遠隔管理可能する「テレメトリング（テレメタリング）」など、PHSの安価・小型・簡単なシステムを活用した運用がなされている。
またPHS無線通信部分を切手サイズにまとめたウィルコムのW-SIMにより、無線通信技術を持たない会社の新規参入が容易になったため、従来にない多種多様な端末が登場した。詳細はW-SIMの項目を参照。
以降、音声通話定額制、高度化PHSなどを導入し一時復調をみるが、携帯電話事業者も一部追随したため抜本的なユーザー数回復には至らず、さらに2010年前後よりスマートフォンおよびLTE等の3.9G/4G携帯電話が普及し、通信方式としてのPHSは主要な通信手段の座から外れ、ニッチな市場へと転化した。

#### 公衆サービスの終了へ
ウィルコムは会社更生法の適用によりソフトバンクの指導下での経営再建を経て、イー・アクセスと経営統合しワイモバイルに改称。ウィルコム沖縄はそのまま存続したが、PHS事業は段階的に縮小し2018年3月31日に契約新規受付を終了、2021年1月31日で法人向けテレメトリング以外のサービス提供を終了した。
その後、法人向けテレメトリングについても2023年3月末でのサービス終了が2019年4月に発表され、予定通り終了したことにより、日本国内での公衆PHSサービスは全て終了した。

### 携帯電話との比較
- 端末販売時のインセンティブモデル（縛り）、固定電話・公衆電話などへの影響なども「日本における携帯電話」を参照。
- ウィルコム（ワイモバイル）の一部端末（ウェブブラウザ搭載端末）は、同社の提供による災害用伝言板サービスが利用できた。ドコモPHSからは、iモード災害用伝言板のメッセージの登録ができなかった。アステルグループは災害伝言板サービスが日本国内で普及を見る前に音声事業が終息した。
- PHSは携帯電話番号ポータビリティの対象外であったが、一部のPHS事業者では、PHS事業継承や廃止の際に、存続する他PHS事業者への同番移行サービスが行われ、利用者の便宜が図られたこともあった。のちに2013年11月より、携帯電話にも「070-CXXX」(C≠0・5・6) が割り当てられ、2014年10月より携帯電話・PHS相互間の番号ポータビリティが開始された（詳細は番号ポータビリティ#PHS電話番号ポータビリティを参照）。
- 2004年9月頃から名古屋市営地下鉄では、W-CDMA方式のものを除き、携帯電話各社端末がプラットホームで圏外となるような対策が行われた（改札口付近は利用可）。名古屋市交通局は、総務省の「電波の医用機器等への影響に関する調査結果」（2002年7月2日）に基づく処置であるとしている。
- NTT東日本・NTT西日本が提供する固定電話回線からPHSに発信する場合は、携帯電話に発信する場合と違い、中継電話サービス（相互接続方式による選択中継制）は提供されていなかったが、2013年よりNTTコミュニケーションズ、ソフトバンクテレコムおよびフュージョン・コミュニケーションズが提供開始。詳細は「マイライン#マイライン参加企業と事業者識別番号」参照。
- 固定電話や、携帯電話[注 19]の通話時間ごとに課金する料金体系と異なり、PHSは「接続料」として「1通話あたり10円（税抜）」と、アクセスチャージのうちセットアップ料金を課金する方式が一般的であった。携帯電話は全国どこからどこへ掛けても通常は一律料金だが、PHSからPHSへの通話、固定とPHS間の場合は、固定電話同士の場合と同様に、距離・曜日・時間帯に応じた料金設定が一般的であった。これらは、一般加入電話やひかり電話からPHS宛に掛ける場合も同様であった[28]。
  - ウィルコム（ワイモバイル）では同事業者間PHSの通話を無料とした「ウィルコム定額プラン」開始以後に設定された料金プランでは、接続料の設定はなく、全国一律の料金設定であった。
  - 前述の2013年に開始したNTT東西加入電話からPHSあての選択中継制による中継電話は、全国一律の料金設定や、接続料の設定がない事業者もある[28]。

## 中国におけるPHS

### 電話サービスの内容
中国ではPHSは「小霊通」（しょうれいつう / ショオリントン、繁体字: 小靈通、簡体字: 小灵通、拼音: Xiǎolíngtōng）という中国語名が用いられ、2006年6月30日時点で9300万台と一時は爆発的な普及を見せたが、その後は端末生産台数の急減が報じられ、加入者数は頭打ちとなり減少を続けて、2007年9月30日には9000万台を割り込んだ。安価な音声端末がほとんどで、電気通信会社の「中国電信」および中国網通の事業を譲受した「中国聯通」が主要PHS事業者としてPHSを固定電話の延長として展開していた。

### 中国における歴史

#### 黎明期
1982年7月1日、上海市で中国で初めてとなる商業化された携帯電話サービスが開始されたが初期の利用者は20人であった。一方、小霊通のサービスは1996年に試験が開始され、1999年から本格的に開始された。
小霊通のサービスは固定通信事業者の中国電信社の浙江省余杭市電信支局によって実験的に始められた。中国電信浙江省余杭市電信支局長の徐福新は、日本のPHSの雑誌記事を見てこの技術を中国の固定通信網に組み合わせることができないか1994年から自主的に研究しており、1996年に中国電信の親会社と信息産業部に申請しないまま余杭市で試験運転を始めた（後に徐福新は「小霊通の父」と呼ばれるようになった）。
中国電信社は1999年から業務別の事業改編（一次改組）により移動通信、衛星通信、ページャー事業など数社に分割され、固定通信部門は「中国電信」が事業業務を行うことになっていた。しかし、中国電信社ではそれまで主な収入源であった移動通信事業がなくなるため、一部の地方会社が「無線市内電話」や「移動市内電話」と称してデジタル無線電話のPHS用周波数帯域の使用を各地方都市で申請した。小霊通のサービスエリアは携帯電話より狭いものの、移動通信の一種を固定通信事業者が事業運営するものであったため、1999年の内部規定に反しているとして2000年5月に浙江省余杭市電信支局に対して信息産業部から小霊通サービスの禁止令が出された。しかし6月には信息産業部より「関与規範PHS無線市話建設与経営的通知」が公布され、PHSは固定市内電話システムを補完する低速移動無線システムとしてサービスエリアの限定を条件に制度化された。一次改組で中国電信社の収入の約3割を占める移動通信事業を中国移動社として事業化したため、赤字が続く固定通信業務のみでは運営が極めて困難とする中国電信側の苦情に配慮した政策といわれている。
2001年からは固定通信事業者の中国網絡通信集団公司も参入した。

#### 発展期
中国では携帯電話の利用料金に発信側も受信側も同額を負担する「発着分離課金」制度を実施していたが、小霊通は発信側のみ課金される「発信課金」制度を採用した。小霊通サービスが低廉な料金設定を可能にした理由は、基地局への投資費用が携帯電話より著しく小さく、固定通信事業者が事業運営したため基幹通信網の維持費を固定電話利用者にも転化できたことでサービス開始当初から料金を低廉にすることができたからである。
小霊通サービスが信息産業部に正式に認められたのは2003年である。2003年5月17日には、北京、上海、天津、重慶及び広州で小霊通のサービスが一斉に解禁された。2004年末の小霊通利用者数は中国電信集団公司 (CHINATELECOM) で4,603万人、中国網絡通信集団公司 (CHINANETCOM) で2,201万人であった。
中国のPHSは都市単位（日本の県単位くらい）の地域別電話番号が割り振られ、他地域では使えない不便さがあった。しかし、小霊通PIMカードに電話番号を書き込む方式に2005年5月17日に統一され、各都市の電話番号が書き込まれたPIMカードを差し替えることにより、同一端末を他地域でも使えるようになった。これはPIMカードとして国際展開されている。中国国外での展開として、UTStarcom社のベトナムでのIPベースの無線用インフラなどが見られる。

#### サービスの終了
香港では、1997年にサービスイン。近年は利用者が大幅に減少し、PHSの無線周波数帯を開放する目的で、2013年4月にライセンス免除の撤廃を決定。約3年間は猶予期間で所有と使用が認められたが、2016年5月9日でこの期間が終了するため、冒頭のとおり、2016年5月10日以降は使用および所有が禁止（電波法令違反）となる。台湾でも2015年3月にPHSサービスが終了し停波。中国は当初2011年にサービス終了する予定であったが、「小霊通」ユーザーの反発に会い2014年以降まで延期。2014年12月31日をもってサービス終了した。

## PHS端末開発メーカー
- メーカー
  - 京セラ
  - 日本無線
  - ネットインデックス（旧：本多エレクトロン、現：ネクス）
  - セイコーソリューションズ（旧：セイコーインスツル）
  - NECプラットフォームズ（旧：日通工→NECインフロンティア）
  - エイビット
  - ユーティースターコムジャパン
  - 中興通訊
  - インベンテック・アプライアンシズ
  - WNC
  - 日立製作所（旧：日立コミュニケーションテクノロジー[33]）
  - OKI
  - 岩崎通信機
  - パナソニック システムネットワークス
  - 大井電気
  - アイホン（業務用のみ製造）
  - ソニー
  - ユニデン
  - モトローラ
  - カシオ計算機
  - 日立製作所
  - 三菱電機
  - デンソー（旧：日本電装）
  - 日本アイビーエム
  - ミヨシ電子
  - TDK
  - アイワ[注 21]
  - ケンウッド
  - 日本ビクター
  - エプソン
  - 鳥取三洋電機（現：三洋電機コンシューマエレクトロニクス）
  - 日本電気
  - 松下通信工業（現：パナソニック モバイルコミュニケーションズ）
  - 九州松下電器（現：パナソニック システムネットワークス）
  - テクノソーシング
  - アスモ（旧：ケーイーエス）
  - 三洋電機
  - 東芝[注 22]
  - アルテル[注 23]
  - 富士通[注 24]
- WILLCOM SIM STYLEメーカー
  - シャープ
  - バンダイ
  - ハギワラシスコム
  - パナソニック コミュニケーションズ（現：パナソニック システムネットワークス）
  - バッファロー

## PHS基地局開発メーカー
- エヌテクス（現：NECプラットフォームズ）
- 大井電気
- 沖電気工業
- 九州松下電器（現：パナソニック システムネットワークス）
- 京セラ
- 三洋電機
- 住友電気工業
- ダイヘン
- デンソー
- 東芝
- 日本電気
- 日立製作所
- 富士通
- 松下通信工業（現：パナソニック モバイルコミュニケーションズ）
- 松下電工（現：パナソニック電工）
- 三菱電機
- 明星電気